# Московская директива

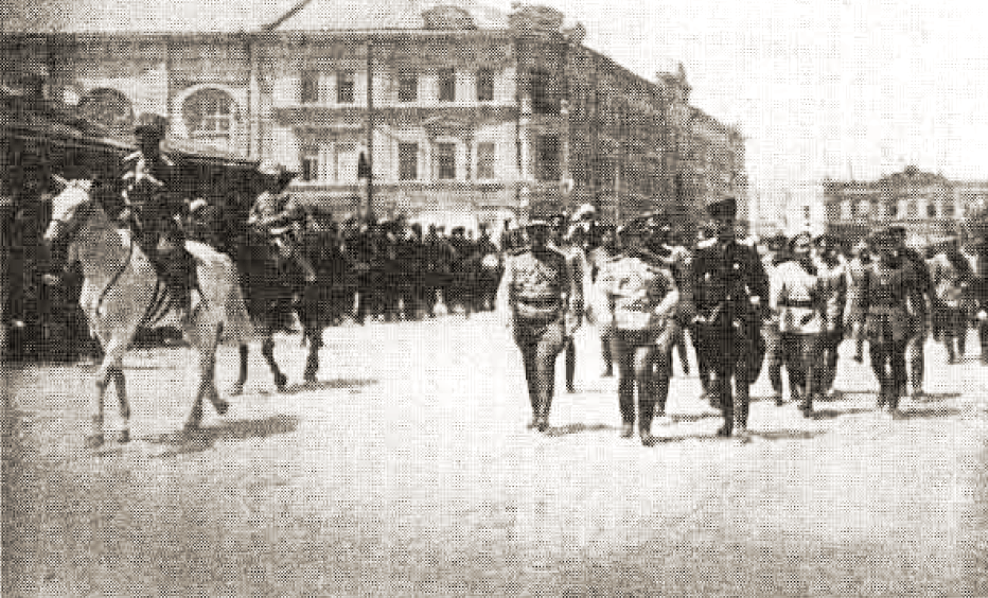
А. И. Деникин и П. Н. Врангель на параде в Царицыне после его взятия войсками ВСЮР, 1919 год

Расположение РККА и Русской армии летом 1919 г.

Директи́ва № 08878 («Моско́вская директи́ва») — оперативно-стратегическое целеуказание частям Русской армии, расположенным на Юге Российского государства во время Гражданской войны в России овладеть столицей РСФСР Москвой, контролируемой большевиками. Директива была дана Главнокомандующим Вооружённых сил Юга России генерал-лейтенантом А. И. Деникиным 20 июня (3 июля) 1919  в Царицыне. Результатом директивы стал поход на Москву летом-осенью 1919 года.

## Основные положения
Директива представляла собой приказ Деникина от первого лица. Основные положения Московской директивы были следующими :

Имея конечной целью захват сердца России — Москву, приказываю:
- 1. Генералу Врангелю выйти на фронт Саратов — Ртищево — Балашов, сменить на этих направлениях донские части и продолжать наступление на Пензу, Рузаевку, Арзамас и далее — Нижний Новгород, Владимир, Москву…
- 2. Генералу Сидорину, до выхода войск генерала Врангеля, продолжать выполнение прежней задачи по выходу на фронт Камышин — Балашов. Остальным частям развивать удар на Москву в направлениях: а) Воронеж, Козлов, Рязань и б) Новый Оскол, Елец, Кашира.
- 3. Генералу Май-Маевскому наступать на Москву в направлении Курск, Орёл, Тула. Для обеспечения с запада выдвинуться на линию Днепра и Десны, заняв Киев и прочие переправы на участке Екатеринослав — Брянск.
- 4. Генералу Добровольскому выйти на Днепр от Александровска до устья, имея в виду в дальнейшем занятие Херсона и Николаева.
- 5. Генералам Тяжельникову и Эрдели продолжать выполнение ранее поставленных задач.
- 6. Черноморскому флоту содействовать выполнению боевых задач  генералов Тяжельникова и Добровольского и блокировать порт Одессу.
- 7. Разграничительные линии: а) между группой генерала Эрдели и Кавказской армией—прежняя; б) между Кавказской и Донской армиями—Калач, граница Донской области, Балашов, Тамбов, Моршанск, все пункты для Донской армии; в) между Донской и Добровольческой армиями Славяносербск, Старобельск, Валуйки, Короча, Щигры, Верховье, Узловая, Кашира все пункты для Донской армии; г) между Добровольческой армией и 3-м корпусом северная граница Таврической губернии  Александровск.
- 8.  Железная дорога Царицын - Поворино - Балашов предоставляется в общее пользование Кавказской и Донской армиям.
- 9.  О получении донести.

## Реакция на директиву
Несмотря на излишний оптимизм директивы, многие белогвардейцы Юга России восприняли её с большим энтузиазмом. Более того, сам генерал А. И. Деникин воспринимал её не как боевой приказ, а как  постановку чёткой цели — Москвы, которая объединила бы вокруг себя белогвардейские силы. Впоследствии он вспоминал: «В сознании бойцов она должна была будить стремление к конечной, далекой, заветной цели. „Москва“ была, конечно, символом. Все мечтали „идти на Москву“, и всем давалась эта надежда».

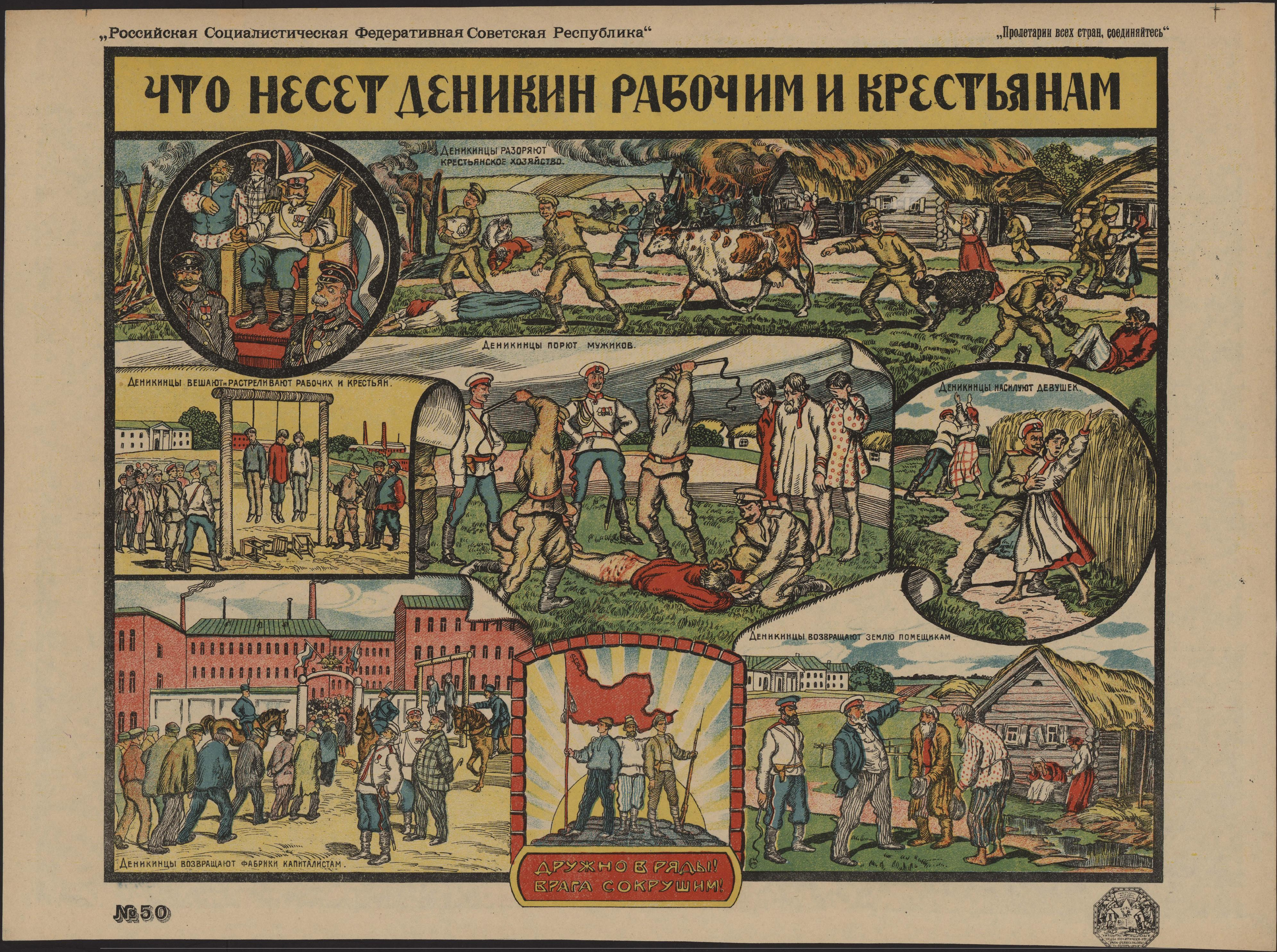
Что несёт Деникин рабочим и крестьянам [Изоматериал] : [Плакат] / худож. К. Спасский. - [Москва] : Лит.-Издат. Отд. Полит. Упр. РВСР, [1919]. - 1 л. : Цв. литогр.; 53 х 70 см.

Однако среди белых генералов возникали и серьёзные противоречия. Против директивы выступали командующие Донской и Кавказской армиями, генералы В. И. Сидорин и П. Н. Врангель. Последний назвал Московскую директиву роковой ошибкой А. И. Деникина, полагая, что белым армиям Юга в тот момент было необходимо не наступление на Москву, а укрепление на рубеже Екатеринослав—Царицын, создание в районе Харькова крупной конной группы для действий на московском направлении и прорыв к Волге для соединения с войсками адмирала Колчака и последующего совместного наступления на Советскую Россию. Однако Деникин и его ближайшие сторонники: командующий Добровольческой армией В. З. Май-Маевский, начальник штаба ВСЮР  И. П. Романовский, командующий 1-м армейским корпусом А. П. Кутепов, считали вариант похода на Москву единственно верным.

### Большевики
9 июля 1919 года, спустя шесть дней после объявления Московской директивы, ЦК РКП(б) во главе с В. И. Лениным выдвинул лозунг: «Все на борьбу с Деникиным!». Ленин в своём воззвании пишет:

«Все силы рабочих и крестьян, все силы Советской республики должны быть напряжены, чтобы отразить нашествие Деникина и победить его, не останавливая победного наступления Красной армии на Урал и на Сибирь».